# Долгий парламент
«До́лгий парла́мент» — название парламента Англии в 1640—1653 и 1659—1660 годах, который собирался в Вестминстере. Был в своё время разогнан Оливером Кромвелем. Из 511 членов палаты общин 91 депутат был послан графствами, 4 — университетами, остальные депутаты представляли города. Среди его членов были Люшиус Кэри и Джон Пим.
«Долгим» называется парламент, созванный Карлом I 3 ноября 1640 года, после Епископских войн. Он получил такое название из-за событий, которые последовали за актом парламента — он мог быть распущен только с согласия самих депутатов, и они не соглашались с его роспуском до окончания Английской гражданской войны и до конца периода междуцарствования в 1660 году (когда произошла реставрация Стюартов). Этот парламент заседал с 1640 по 1649 год, когда он подвергся политической чистке со стороны Армии нового образца, поскольку не заботился об интересах армии. Из парламента были выдворены все депутаты-пресвитерианцы, которые были настроены против армии. Этот парламент получил название «Охвостье».
В период Протектората «Охвостье» замещало другие законодательные собрания; оно было распущено армией только после смерти всесильного Кромвеля в 1658 году в надежде на восстановление доверия к армейскому правлению. Когда это не получилось, генерал Джордж Монк позволил членам парламента вновь собраться в 1659 году. Они приняли важное законодательное решение о прекращении работы «долгого парламента» и его роспуске. Это решение «расчистило дорогу» для нового парламента, известного как Согласительный.

## История

### 1640—1648
Карл I собрал парламент в 1640 г. для того, чтобы попросить его принять финансовый билль, потому что Епископские войны разорили королевскую казну.
Эдуард Хайд вспоминал властный тон его вступительной речи к парламенту: «Его первое появление имело печальный и грустный вид, который предвещал необычные и противоестественные события. Король не приехал лично в традиционном экипаже во всей своей величественности в Вестминстер, а приплыл лично в своей барже прямо к ступеням парламента, и так к церкви, как будто это было возвращение к откладыванию сессии парламента или объявление перерыва в работе парламента».
Парламент был изначально под влиянием Джона Пима и его сторонников. В августе 1641 г. парламент постановляет лишить Карла I власти, которую он получил при вступлении на престол. Реформы были направлены на то, чтобы не дать возможности Карлу I править страной единолично.
Парламент также освободил осуждённых Звёздной Палатой.
Трёхгодичный акт от 16 февраля 1641 г., также известный как «Акт о предотвращении неудобств», был принят с требованием того, чтобы промежуток между двумя сессиями парламента не превышал трёхлетнего срока. Парламент также был ответственен за обвинение в государственной измене двух советников короля: графа Страффорда и архиепископа Кентерберийского, привлечение их к суду и вынесении смертного приговора. Ирландское восстание, которое началось в октябре 1641 г. возобновляет прения между парламентом и королём о контроле над армией.
Ведомый Джоном Пимом, 22 ноября 1641 г. парламент представляет королю Великую Ремонстрацию, которая была принята парламентом с перевесом в 11 голосов (159—148).
Она содержит перечень более чем 150 «злодеяний» во время правления Карла, включая Церковь, которая находится под влиянием иностранных папистов и королевских советников, представляющих интересы иностранных сил. Вторая половина Ремонстрации предлагает решение «злоупотреблений» короны, в том числе церковная реформа и назначение королевских министров парламентом.
В декабре 1641 г. парламент в «Ордонансе о полиции» утверждает, что желает контролировать назначение командующих в армии и на флоте.
Король отвергает Великую Ремонстрацию и отказывается давать санкцию на Билль о милиции. Король верил в то, что пуритане (или диссентеры, то есть «отклоняющиеся») поддерживаемые пятью влиятельными членами палаты общин: Джоном Пимом, Джоном Хэмпденом, Дензилом Холлисом, сэром Артуром Хэселри и Уильямом Стродом — и лордом Мандевилем, которые были на стороне шотландцев в недавних Епископских войнах, и что они замышляют повернуть против него лондонскую толпу. Когда слух достиг двора, что они также планируют обвинить королеву в том, что она якобы участвует в католическом заговоре, Карл решает арестовать их за государственную измену.
Спикером палаты общин долгое время был Уильям Лэнтхэл. Во вторник, 4 января 1642 г. король вошёл в палату общин с целью схватить пятерых членов парламента. Те были предупреждены и потому бежали в Сити. Карл занял кресло спикера и, не обнаружив разыскиваемых членов парламента, заявил: «Я вижу, птички улетели». Затем он повернулся к Лентхэлу, который стоял ниже, и спросил у него: «Был ли кто-нибудь из этих персон в палате, видел ли Лентхэл кого-нибудь из них в палате, если нет, то где они находятся»? Лентхэл упал на колени и отвечал: «May it please your Majesty, I have neither eyes to see nor tongue to speak in this place but as the House is pleased to direct me, whose servant I am here» (На русский язык переводится примерно так: «Может такой ответ устроит ваше Величество, сейчас я буду слеп и безмолвен, потому что Палата назначила меня, и я являюсь её слугой»). Смысл этой фразы сводится к тому, что: «я вам отвечу только в том случае, если мне это прикажет парламент», то есть спикер подчиняется парламенту, а не королю. После неудачи в поимке пятерых членов Палаты общин, боясь за жизнь своей семьи, Карл покидает Лондон и перебирается в Оксфорд. За ним последовали роялисты, и в Оксфорде они сформировали альтернативный парламент. В отсутствие роялистов Долгий парламент продолжал заседать на протяжении всей гражданской войны и просуществовал до акта о самороспуске.
В марте 1642 г. в отсутствие Карла в столице, когда над страной повисла угроза войны, парламент постановил, что его парламентские ордонансы законны и без монаршего согласия. «Ордонанс о полиции» был принят 5 марта, что давало парламенту контроль над местной полицией (trained bands). Контроль над полицией был стратегически важен, потому что это давало радикально настроенному парламенту защиту от вооружённого вмешательства солдат, которые были в распоряжении Карла рядом со столицей. В ответ на «Ордонанс о милиции» Карл возрождает «Патенты на набор» как средство для созыва армии в противовес военным силам парламента.

### 1649—1653
Разногласия возникли между различными фракциями и их итогом стала Прайдова чистка парламента 7 декабря 1648 г., когда по приказу Генри Айртона (зятя Оливера Кромвеля) полковник Прайд выдворил около половины членов парламента. Большинство исключённых были пресвитерианами. После изгнания пресвитериан из парламента, оставшиеся — Охвостье, устраивает суд над Карлом I и приговаривает его к смерти. Оно также ответственно за установление Английской республики в 1649 г.
Оливер Кромвель насильственно разогнал Охвостье в 1653 г., когда ему показалось, что депутаты могут расформировать его дорогостоящую для бюджета армию в 50 тыс. человек.
В 1648 году противники короля во главе с Кромвелем захватили Лондон и очистили законодательное собрание от сторонников монарха. На следующий год оставшиеся парламентарии низложили и казнили короля, после чего была упразднена палата лордов, а страна провозглашена республикой.
Исполнительную власть получил Государственный совет и его председатель Кромвель, законодательная — сохранилась за жалким остатком былого парламента, получившим название «Охвостье». Но и с Охвостьем Кромвель поладить не смог и как-то, услышав возражения депутатов, заявил им: «Вы слишком долго заседали. Пора покончить с вами. Во имя Бога, уходите!» Таким образом, в 1653 Охвостье было распущено.

### Новый созыв в 1659 г. и Реставрация в 1660 г.
Ричард Кромвель в 1658 г. стал преемником своего отца Оливера в качестве лорд-протектора. Он был свергнут в результате офицерского заговора в апреле[уточнить] 1659 г. Офицеры вновь созвали Долгий парламент. Он был созван 7 мая 1659 г., но после 5 месяцев правления у него снова произошёл конфликт с армией (ведомой Джоном Ламбертом) и был вновь разогнан 13 октября 1659 г. Правление перешло к так называемому «Комитету общественной безопасности», который возглавил Ламберт. Генерал Джордж Монк, который являлся вице-королём Шотландии, начал движение на юг. Ламберт, который не выступил ему навстречу, потерял поддержку в Лондоне. Флот объявил о созыве парламента, так 26 декабря 1659 г. Долгий парламент опять вошёл в силу. Ламберт ничего не мог противопоставить Монку и тот продолжал движение на юг. 3 февраля 1660 г. Монк достигает Лондона. Первоначально Монк создаёт видимость уважения к парламенту, но он быстро находит парламентариев нерасположёнными в содействии его плану свободного избрания нового парламента. Таким образом, 21 февраля 1660 г. он возвращает в парламент тех парламентариев, которые были выдворены из него Прайдом. Они смогли приступить к созыву «Свободного парламента». 16 марта 1660 г. Долгий парламент объявил о самороспуске.